# 中英會議口譯聯合專業考試
中英會議口譯聯合專業考試，俗稱「專業考」，是國立臺灣大學翻譯碩士學位學程、國立臺灣師範大學翻譯研究所、輔仁大學跨文化研究所翻譯學碩士班所聯合舉辦之中英會議口譯專業認證考試，通過者核發聯合會議口譯專業證書。雖然不具國家法源依據，但證書受國際會議口譯員協會認證之三所臺灣主要口譯學術機構背書，仍是臺灣專業會議口譯的重要認證，為進入專業口譯市場的重要門票，也是全臺灣現行規模最大的口譯認證考試。

## 歷史
專業認證是產業專業化的重要指標，而臺灣出現專業口譯認證考試，乃是臺灣口譯產業邁向專業化的重要里程碑。自2004年開始，輔仁大學翻譯研究所與國立臺灣師範大學舉行聯合專業考試，並訂有正式的聯合專業考試辦法，於每年六月中旬進行考試，由口譯組學生於二年級修業完畢後應考。2012年國立臺灣大學翻譯碩士學位學程成立，遂加入聯合專業考體系，首屆學生於2014年應考。自此，本考試慣稱為三校中英會議口譯聯合專業考試。

## 考試形式
考試每年六月中旬舉行，考場由三校學生共同決定，報名資格為國立臺灣大學翻譯碩士學位學程、國立臺灣師範大學翻譯研究所、輔仁大學跨文化研究所翻譯學碩士班，修畢二年口譯課程之口譯組學生，共有四門考科，考生報名時須指定A語言和B語言為中文或英文：
1. 逐步口譯，英譯中，一篇演講，連續兩段，每段約三至六分鐘。
2. 逐步口譯，中譯英，一篇演講，連續兩段，每段約三至六分鐘。
3. 同步口譯，英譯中，十五至二十分鐘，其中包含約八分鐘之帶稿同步。
4. 同步口譯，中譯英，十五至二十分鐘，其中包含約八分鐘之帶稿同步。
考試通常歷時四日，每日一科目，但近年因為報考人數眾多，考官得決定以錄影形式，將考試日程縮至二日，每日二科目。

## 考試題目
考試由三所機構每年輪流出題，出題者負責訂定談話主題，並錄製考試用談話影片。考試主題於考試二週前公布，讓考生做準備。依照慣例，每年都會選定兩個主題，有些年依語言區分（中文一個主題，英文一個主題），有些年則依口譯模式區分（逐步一個主題，同步一個主題）。
2019年之主題為：
逐步口譯：創新創業entrepreneurship
同步口譯：銀髮族健康與照護 Elderly Health and Care

## 評分與通過標準

### 量性標準
根據規定，評審委員必須外聘，由三至五位擁有十年以上國際專業會議口譯資歷之現職口譯員擔任評審委員。
各科滿分為100分，準確度佔50分，口語表達能力及儀態佔30分，語言能力佔20分，通過分數為70分，通過所有考試科目之考生，合辦單位將頒發聯合會議口譯專業證書，並公布通過名單。
首次應考者若每科成績均達(含)80分以上，且總平均達(含)80分 以上，並獲得多數評審委員認可者，得列為成績優異，另於公佈成績及證書上加註「成績優異」中英文字樣。根據公開資料，每年通過率約在20%左右。

### 質性標準
根據考試辦法，通過標準質性描述如下：
1. 考生之能力已達國際標準，通過此標準表示現職專業口譯員肯定考生之專業資格，並願意讓該考生加入其工作團隊。
2. 考生有能力擔任國際級會議口譯工作。
通過專業考試，代表現職專業口譯員願意與考生合作提供口譯服務，反映考生的口譯技能已達勝任者至熟手程度。

## 補考
考生得補考二次，第一次補考只需補考不通過之科目，第二次補考則須應考全科。

## 考試意義與證書效力

### 考試意義
專業考試的定位為專業證書考試。口譯考試辦法中明訂通過標準為「考生之能力已達到國際標準，而非只有當地市場口譯員的最低能力」。通過此標準表示現職專業口譯員肯定考生之專業資格，並願意讓該考生加入其工作團隊。汝明麗（2009）以Dreyfus and Dreyfus技能習得模型檢驗口譯學習，並得出以下結果：
| 階段       | 對複雜情況的處理能力                                                                         | 表現標準                                         |
| ---------- | -------------------------------------------------------------------------------------------- | ------------------------------------------------ |
| 新手       | 對複雜的句型、概念或稍快速度毫無概念或應付能力                                               | 除非在嚴格監督下，否則難有令人滿意的表現。       |
| 進階學習者 | 能夠判斷眼前任務的複雜度與困難度，但僅能譯出部分段落                                         | 面對較簡單易懂的語篇，或許能夠做到可接受的水準。 |
| 勝任者     | 能夠有效接收與理解訊息，故有餘力透過分析及規劃來處理複雜語篇。                               | 雖然精細度可能有所不足，但可以達成溝通目的。     |
| 熟手       | 能夠判斷及處理複雜語篇的主要訊息，決策與產出皆更有自信。                                     | 每次表現都有令人滿意的水準                       |
| 專家       | 對複雜語篇有全盤通徹的理解跟掌握，可以時而依據直覺、時而可以分析來完成口譯產出，且毫不費力。 | 能夠輕鬆達到優異水準。                           |

汝明麗（2009）認為，專業考辦法對於通過標準的質性描述稍嫌模糊。根據辦法，通過專業考代表「現職專業口譯員願意讓該考生加入其工作團隊」，但是學習口譯兩年的學生，和十年經驗的現職專業口譯員，其能力水準不太可能再同一個水平上。因此，如果以Dreyfus and Dreyfus的技能習得模型搭配專業考核發「專業證書」的目的，專業考試的通過標準應設定在第三級「勝任者」以上，最理想的則是達到第四級「熟手」。

### 證書效力
口譯認證考試是口譯產業邁向專業化的一大里程碑。澳洲有澳大利亞全國翻譯認證機構（NAATI）的認證考試，中華人民共和國有全國翻譯專業資格（水平）考試（CATTI），兩者皆是政府舉行的國家級職業認證考試，獲得認證的口譯員能受市場進入障礙的保護。至於臺灣，中華民國教育部自2007年也開始舉辦中英文翻譯能力檢定考試，算是臺灣官方口譯認證的起始，但於2012年停辦一年，2013年起改由委託財團法人語言訓練測驗中心（LTTC）舉辦，但2016年後又終止。因此，中英會議口譯聯合專業考試是臺灣現存規模最大的口譯認證考試，受到臺灣主要國際會議視聽公司的重視，該公司在口譯團隊名單上強調旗下口譯員通過中英會議口譯聯合專業考試。
然而，本考試缺乏政府背書，報考資格只限三校口譯組學生，無對外開放，且通過者無法受市場進入障礙的保護。
早年，中英會議口譯聯合專業考試是國立臺灣師範大學翻譯研究所口譯組的畢業門檻之一，但該規定已廢除。